# Hyposoter volens
Hyposoter volens är en stekelart som först beskrevs av Cameron 1899.  Hyposoter volens ingår i släktet Hyposoter och familjen brokparasitsteklar. Inga underarter finns listade i Catalogue of Life.